# Projektant mody

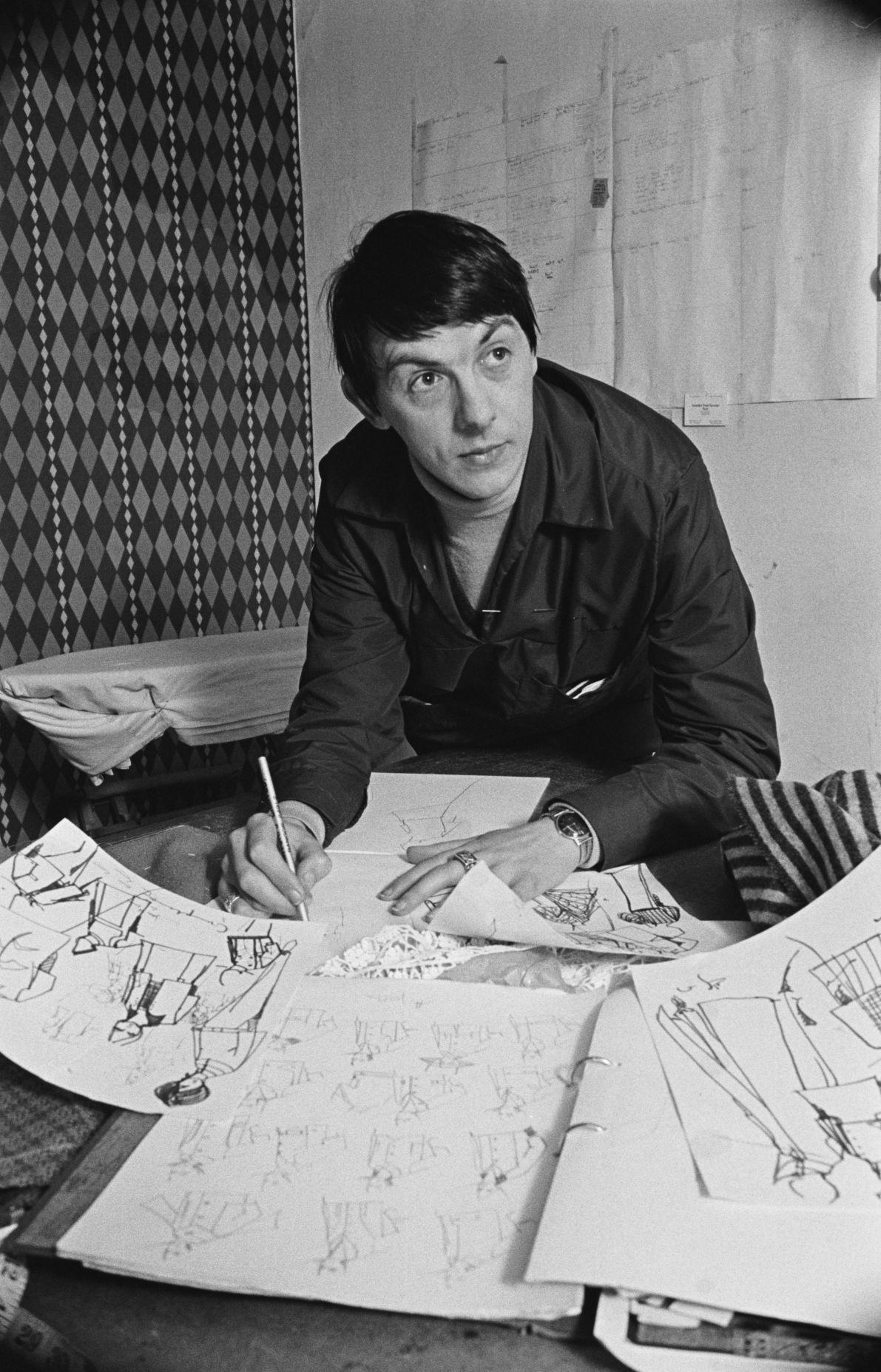
Sporządzanie szkiców przez projektanta mody

Projektant mody – specjalista zajmujący się projektowaniem i tworzeniem wzorcowych modeli ubiorów, określający styl, sposób wykonania, ogólną konstrukcję, rozwiązania technologiczne oraz dekoracje. Projektant mody dba również o wybór kolorów, materiałów, akcesoriów i dodatków; zajmuje się tworzeniem unikalnych modeli ubrań i poszukiwaniem nowych trendów w branży modowej; często zaliczany do grona artystów. Najczęściej kojarzony z krawiectwem haute couture. Projektant może pracować we własnym atelier lub na kontraktach z domami mody i butikami, tworząc zarówno odzież, jak i akcesoria do niej. 

## Historia

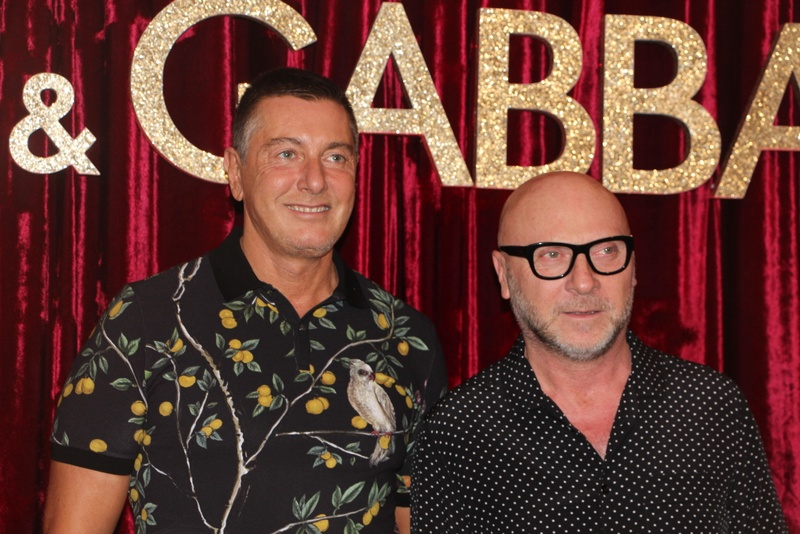
Stefano Gabbana (lewa) i Domenico Dolce (prawa) — jedni z najbardziej znanych projektantów

Za prekursorkę w projektowaniu ubrań uznaje się Rose Bertin, modystkę królowej Marii Antoniny. W 1675 roku we Francji na mocy dekretu Jeana-Baptiste’a Colberta powstała gildia krawców. Składała się z kobiet specjalizujących się w tworzeniu ubrań wyłącznie dla kobiet, takich jak suknie, spódnice czy płaszcze. W 1782 roku zmiana przepisów pozwoliła gildii na szycie także elementów takich jak gorsety czy tren suknie.
Przemiana wizerunku krawca w artystę, a nie tylko rzemieślnika, była przełomowa dla końca XIX i początku XX wieku. Jednym z pierwszych uznanych krawców haute couture (couturier) był Charles Frederick Worth, założyciel paryskiego Fédération de la Haute Couture et de la Mode — w 1858 roku otworzył swój dom mody. W 1860 roku suknia balowa, którą zaprojektował dla księżnej de Metternich, spodobała się cesarzowej Eugenii i od tej pory Worth stał się jej ulubionym projektantem i krawcem, zastępując w tej roli Madame Palmyre. Od tego czasu szycie sukien, wcześniej wykonywane przez krawcowe, stało się także profesją męską. Jego sukces pozwolił wprowadzić mu innowacje — zaproponował nowe podejście do tworzenia sukien couture, oferując mnóstwo tkanin. Worth zmienił również dynamikę relacji między klientem a producentem ubrań: tam, gdzie wcześniej krawcowa (niezmiennie kobieta) odwiedzała dom klienta na indywidualną konsultację, tak teraz klienci zazwyczaj udawali się do salonu Wortha przy rue de la Paix (z wyjątkiem cesarzowej Eugenii). Jego dom mody stał się też miejscem spotkań towarzyskich dla osobistości. Jako pierwszy wykorzystał również osoby („żywe manekiny”) do pokazywania swoich sukni klientkom.  W ciągu dekady jego projekty zyskały międzynarodowe uznanie i duże zainteresowanie. Jego następcą został Paul Poiret, który jako pierwszy ze swojego nazwiska uczynił swoją markę produktową, rezygnując z dodawania imienia. Po I wojnie światowej dzieło kontynuowały m.in. Madeleine Vionnet, Coco Chanel i Jeanne Lanvin. Samo pojęcie fr. couturier odpowiadające projektantowi mody pojawiło się we francuskim języku około 1870 roku. Określenie to było zastrzeżone dla członków syndykatu Fédération de la Haute Couture et de la Mode zajmujących się szyciem haute couture.

## Rozpoznawalni projektanci mody

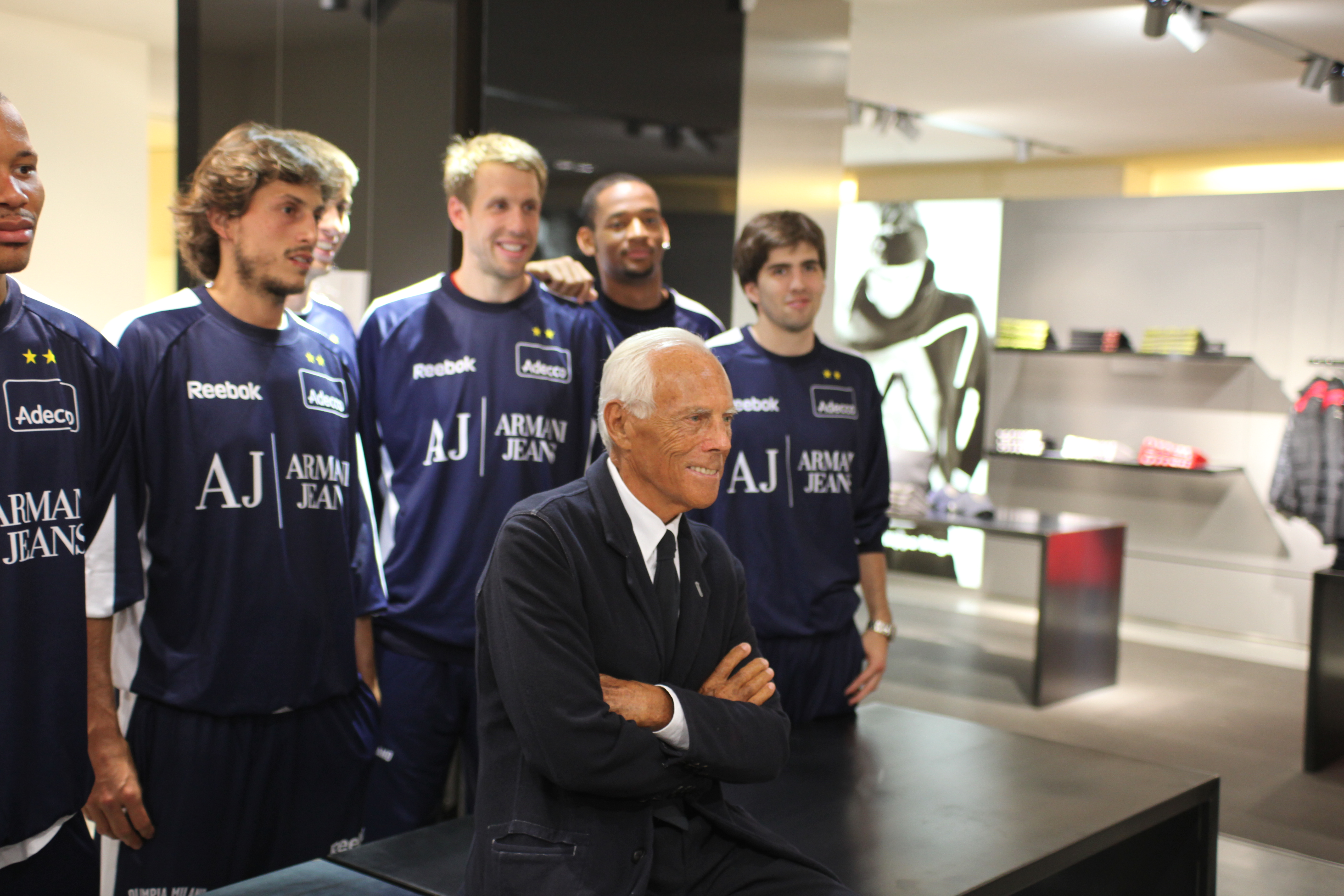
Giorgio Armani — jeden z bardziej znanych projektantów

10 najbardziej znanych projektantów mody na świecie, według artykułu w Fullchola powstałego w 2016 roku:
- Valentino Garavanie (ur. 1932) Voghera, Lombardia (Włochy)).
- Karl Lagerfeld (ur. 1938) Hamburg (Niemcy).
- John Galliano (ur. 1960)
- Dolce & Gabanna (Domenico Dolce (ur. 1958) i Stefano Gabbana (ur. 1962) (firma założona w 1985).
- Giorgio Armani (ur. 1934) Piacenza (Włochy).
- Carolina Herrera (ur. 1939) Caracas (Wenezuela).
- Jean Paul Gaultier (ur. 1952) Arcueil (Francja).
- Donatella Versace (ur. 1955) Reggio di Calabria (Włochy)
- Christian Dior (zmarł 1957) Granville (Francja) (firma Christian Dior (dom mody) założona w 1946)
- Óscar de la Renta (zmarł 2014) Santo Domingo, Dominikana (marka założona w 1965[13]).